# Весёлые зайчата
«Весёлые зайчата» (англ. Funny Little Bunnies) — 43-й короткометражный фильм рисованного мультсериала Silly Symphonies, созданный Walt Disney Productions и выпущенный United Artists 24 марта 1934. Действие происходит в лощине пасхальных кроликов. Кролики изготовляют различные угощения и прочие предметы, связанные с Пасхой.

## Создание
- Режиссёр: Уилфред Джексон.
- Продюсер: Уолт Дисней.
- Композиторы: Фрэнк Черчилль и Ли Харлайн.
- Аниматоры: Арт Бэббит, Joe D'Igalo, Ugo D'Orsi, Хью Хеннеси, Дик Хьюмер, Дик Ланди, Хэмильтон Ласки, Вольфганг Райтерман, Archie Robin, Leonard Sebring, Бен Шарпстин и Сай Янг.

## Озвучивание
- Флоренс Гилл — курица

## Релиз
- США — 24 марта 1934
- Италия — ноябрь 1934
- Швеция — 17 декабря 1934
- Германия — 26 февраля 1935
- США — 21 апреля 1950 (повторный релиз)

### На носителях

#### VHS
- «Walt Disney Cartoon Classics: Limited Gold Editions»
  - «How the Best Was Won: 1933-60»
- «Walt Disney's Fables» — Volume 5

#### DVD
- «Walt Disney Treasures»
  - «Silly Symphonies»
- «Walt Disney's Fables» — Volume 5

## Награды
- 1934 — Золотая медаль 2-го Венецианского кинофестиваля за лучшую анимацию.